# تجاوز به آشنا
تجاوز به آشنایان (انگلیسی: Acquaintance rape) تجاوز جنسی که توسط فردی که قربانی را می‌شناسد صورت می‌گیرد. نمونه‌هایی از آشنایان شامل کسی که قربانی دوست‌یابی است، یک همکلاسی، همکار، کارفرما، اعضای خانواده، همسر، مشاور، درمانگر، مقام مذهبی یا پزشک. تجاوز به آشنایان شامل یک زیرشاخه از حوادث با برچسب تجاوز است که شامل افرادی است که در روابط عاشقانه و جنسی با یکدیگر هستند.